# East Fife FC
East Fife FC är en skotsk fotbollsklubb, som för närvarande spelar i den tredje högsta divisionen, Scottish League One. Laget spelar sina hemmamatcher på Bayview Stadium.

## Historia
Klubben bildades 1903. Laget har vunnit skotska cupen vid ett tillfälle 1938 när man finalslog Kilmarnock FC. Man förlorade även finalen 1927 mot Celtic FC och 1950 mot Rangers FC.

## Svenska spelare
| Namn         | Årtal | Matcher | Mål |
| ------------ | ----- | ------- | --- |
| Robert Prytz | 1998  | 18      | 3   |

Notera att endast ligamatcher är medräknade